# تبارشاخه

در نمودار بالا گروه آبی و قرمز نمایانگر تبارشاخه هستند ولی گروه سبز را نمی‌توان یک تبارشاخه در نظر گرفت؛ زیرا گروه آبی را با وجود این که نواده‌ای از نیای مشترک گروه سبز است، دربر نمی‌گیرد.

تبارشاخه یا کلاد (به انگلیسی: Clade) (از ریشه یونانی کلادوس به معنای شاخه)، واژه‌ای است که در سال ۱۹۵۷ توسط زیست‌شناس انگلیسی جولیان هاکسلی پیشنهاد شد. در دانش سامانه‌شناسی زیستی، تبارشاخه تک‌شاخه‌ای از درخت تبارزایی است که یک نیای مشترک و تمامی نوادگان او (شامل گونه‌های ازمیان‌رفته و گونه‌های زنده) را دربر می‌گیرد. برخلاف طبقه‌بندی لینه‌ای که در آن از سطوح آرایه‌شناختی مختلفی همچون فرمانرو، دسته، رده و راسته استفاده می‌شود، طبقه‌بندی بر اساس تبارشاخه توان پیروی از چنین رویکردی را ندارد و نامگذاری آرایه‌شناسی لینه‌ای و شاخه‌بندی همواره با یکدیگر هماهنگ نیستند.
تبارشاخه را با رعایت این پیش شرط اساسی که تمامی گونه‌های منشعب‌شده از نیای مشترک را دربر گیرد، می‌توان در هر سطحی مورد ارزیابی قرار داد. چنین گروهی را گروه فراگیر یا تک‌تبار گویند.
کلادیست‌ها رده، رسته یا خانواده‌ای را که تنها برخی از گونه‌های منشعب‌شده از نیای مشترک را شامل می‌شوند گروه نافراگیر یا پیراتبار نامیده و نمی‌پذیرند. به عنوان مثال از دیدگاه آن‌ها نام‌گذاری گروهی به نام خزندگان و جدا کردن آن از پرندگان درست نیست، زیرا در این صورت گروه خزندگان یک گروه پیراتبیار خواهد بود. با توجه به این نکته که پرندگان از دایناسورها منشعب شده‌اند و با خزندگان نیای مشترکی دارند، نمی‌توان خزندگان را تبارشاخه‌ای جدا در نظر گرفت. بر پایه همین نگرش، کلادیست‌ها نام‌گذاری گروهی بنام میمون‌ها و جدا ساختنش از کپی‌ها را درست نمی‌دانند. میمون یک تقسیم‌بندی پیراتبار است که شامل میمون‌های دنیای قدیم و میمون‌های دنیای جدید می‌شود. این تقسیم‌بندی کپی‌ها را که با میمون‌های دنیای قدیم نیای مشترک دارند، به کناری نهاده است که از دیدگاه کلادیست‌ها نادرست است. میمون‌های جهان قدیم و کپی‌ها خود با میمون‌های جهان جدید نیای مشترک دارند پس از دیدگاه کلادیست‌ها هنگامی می‌توانیم از واژه میمون به عنوان یک تبارشاخه بهره جوییم که بپذیریم انسان نیز یک میمون است و در غیر این صورت بهتر است این واژه را به یکباره کنار بگذاریم.